# Liste der Baudenkmale in Marlow
In der Liste der Baudenkmale in Marlow sind alle Baudenkmale der Gemeinde Marlow im Landkreis Vorpommern-Rügen und ihrer Ortsteile aufgelistet. Grundlage ist die Veröffentlichung der Denkmalliste des Landkreises Vorpommern-Rügen, Auszug aus der Kreisdenkmalliste vom Juli 2012.

## Marlow
| ID  | Lage                                    | Bezeichnung              | Beschreibung | Bild                     |
| --- | --------------------------------------- | ------------------------ | --- | ------------------------ |
| 587 | Allerstorfer Chaussee 5 (Karte)         | Windmühle                | | Windmühle                |
| 588 | Am Markt 1 (Karte)                      | Rathaus                  | 2-gesch. neogotischer Putzbau von 1862 mit Mittelrisalit, Arkaden, Balkon und Türmchen; Gesims mit Zinnenkranz und Eck-Fialen; 1996 saniert. | Weitere Bilder           |
| 593 | Bei der Kirche (Karte)                  | Kirche                   | Spätromanische, 2-jochige Backsteinkirche, ursprünglich basikales Langhaus von 1244; gotisches Kreuzrippengewölbe, beide Seitenschiffe nicht mehr vorhanden, paarweise Obergaden-Fenster; quadratischer Chor mit geradem Abschluss und gotischem Kuppelgewölbe; Westturm vom 15. Jh. mit 8-seitigem Turmhelm; Altaraufsatz von um 1853, Kanzel im Stil der Spätrenaissance, Orgel von 1839. | Weitere Bilder           |
| 595 | Bei der Kirche (Karte)                  | Kriegerdenkmal 1914/1918 | | Kriegerdenkmal 1914/1918 |
| 589 | Bei der Kirche 8 (Karte)                | Wohnhaus                 | 1-gesch., 1997 saniertes, giebelständiges Küsterhaus in Fachwerk von 1776 | Wohnhaus                 |
| 590 | Bei der Kirche 9 (Karte)                | Pfarrhaus                | 2-gesch., ab 1995 saniertes Fachwerkhaus von 1822 mit Krüppelwalm und Torbogen |                          |
| 594 | Carl-Kossow-Straße / Krähenberg (Karte) | Kriegerdenkmal 1870/1871 | | Kriegerdenkmal 1870/1871 |
| 591 | Carl-Kossow-Straße 37 (Karte)           | Villa (Hotel)            | |                          |
| 592 | Große Teichstraße 17 (Karte)            | Jugendheim               | |                          |

## Alt Guthendorf
| ID  | Lage               | Bezeichnung | Beschreibung | Bild |
| --- | ------------------ | ----------- | --- | ---- |
| 50C | Am Park 11 (Karte) | Gutshaus    | Wohl 17. Jahrhundert. 1210 erstmals erwähnt, 1371 von Herzog Albert mit Marlow, Sülze sowie 23 anderen Orten an den Bischof von Schwerin verpfändet. Seit 1576 v. Zeppelin. Um 1750 an das Kloster Ribnitz verkauft, verpachtet an v. Hobe, ab 1794 bis 1848 an v. Vogelsang |      |
| 50B | Am Park 11a        | Gutshaus    | |      |
| 50A | Am Park 11b        | Gutshaus    | |      |

## Brünkendorf
| ID  | Lage                         | Bezeichnung              | Beschreibung | Bild |
| --- | ---------------------------- | ------------------------ | ------------ | ---- |
| 245 | Gartenweg/Lindenstr. (Karte) | Kriegerdenkmal 1914/1918 |              |      |

## Dänschenburg
| ID   | Lage                 | Bezeichnung                         | Beschreibung | Bild           |
| ---- | -------------------- | ----------------------------------- | ------------ | -------------- |
| 1339 | Eichenallee          | Halbmeilenobelisk                   |              |                |
| 256  | Kösterstraat (Karte) | Kirche mit Friedhof und Torpfeilern |              | Weitere Bilder |

## Gresenhorst
| ID   | Lage                       | Bezeichnung              | Beschreibung                  | Bild                     |
| ---- | -------------------------- | ------------------------ | ----------------------------- | ------------------------ |
| 357  | Dorfstraße (Karte)         | Kriegerdenkmal 1914/1918 | Kriegerdenkmal 1914/1918      | Kriegerdenkmal 1914/1918 |
| 355  | Marlower Straße 22 (Karte) | Umspannwerk              |                               |                          |
| 1342 | Sanitzer Straße            | Ganzmeilenobelisk        |                               |                          |
| 356  | Vasenbusch (Karte)         | Kirche                   | Bau von 1954, 2006 profaniert | Weitere Bilder           |

## Kloster Wulfshagen
| ID   | Lage                  | Bezeichnung                            | Beschreibung | Bild           |
| ---- | --------------------- | -------------------------------------- | --- | -------------- |
| 540  | An der Kirche (Karte) | Kirche mit Friedhof und Feldsteinmauer | Fachwerkbau von um 1750 sowie Glockenturm aus Holz mit Zeltdach, Schnitzaltar von 1500, Kanzel und Westempore von um 1800 | Weitere Bilder |
| 1358 | Forstweg              | Meilenstein                            | |                |

## Kneese
| ID   | Lage | Bezeichnung     | Beschreibung | Bild |
| ---- | ---- | --------------- | ------------ | ---- |
| 1360 |      | Rundsockelstein |              |      |

## Kuhlrade
| ID  | Lage                                   | Bezeichnung                           | Beschreibung | Bild                     |
| --- | -------------------------------------- | ------------------------------------- | --- | ------------------------ |
| 553 | Hauptstraße (Karte)                    | Kirche mit Friedhof                   | Die Kirche entstand im 18. Jahrhundert als Fachwerkkirche. Im Innern steht eine schlichte Kirchenausstattung aus der Bauzeit. | Weitere Bilder           |
| 554 | Hauptstraße (auf dem Friedhof) (Karte) | Kriegerdenkmal 1914/1918              | Der Findling mit einer Inschriftentafel steht nordöstlich der Kirche.                                                         | Kriegerdenkmal 1914/1918 |
| 551 | Hauptstraße 14 (Karte)                 | Pfarrhaus                             | |                          |
| 550 | Rookhorst 6 (Karte)                    | Forsthof (Forsthaus und Stallgebäude) | |                          |

## Rostocker Wulfshagen
| ID   | Lage                   | Bezeichnung                                                           | Beschreibung                                                                                              | Bild           |
| ---- | ---------------------- | --------------------------------------------------------------------- | --- | -------------- |
| 1000 | Kirchstraße            | Schmiede                                                              | |                |
| 1002 | Kirchstraße (Karte)    | Kirche mit Friedhof, Feldsteinmauer und Glockenstuhl mit zwei Glocken | Feld- und Backsteingebäude von nach 1318, Umbau 1825: neugotisches Portal, Turm und Sakristei abgetragen. | Weitere Bilder |
| 1001 | Kirchstraße 13 (Karte) | ehem. Schul- und Küsterhaus mit Scheune                               | |                |
| 998  | Kirchstraße 6 (Karte)  | ehem. Pfarrwitwenhaus                                                 | |                |
| 999  | Kirchstraße 9          | Forsthof (Wohnhaus, Stall, Scheune)                                   | |                |
| 1004 | Wiesenweg 3 (Karte)    | Forstarbeiterhaus                                                     | |                |

## Schulenberg
| ID   | Lage                   | Bezeichnung | Beschreibung                                                                                       | Bild |
| ---- | ---------------------- | ----------- | -------------------------------------------------------------------------------------------------- | ---- |
| 1029 | Kurze Straße 3 (Karte) | Gutshaus    | Sanierter, 2-gesch., 8-achs. Ziegelbau von wohl um 1900 mit Krüppelwalm und 3-gesch. Mittelrisalit |      |

## Tressentin
| ID   | Lage                    | Bezeichnung                     | Beschreibung | Bild |
| ---- | ----------------------- | ------------------------------- | ------------ | ---- |
| 1074 | An den Linden 6 (Karte) | Gutshaus mit Wirtschaftsgebäude |              |      |

## Völkshagen
| ID   | Lage              | Bezeichnung                            | Beschreibung | Bild |
| ---- | ----------------- | -------------------------------------- | ------------ | ---- |
| 1159 | Unnerdörp (Karte) | Kriegerdenkmal 1914/1918 und 1939/1945 |              |      |

## Quelle
- Denkmalliste des Landkreises Vorpommern-Rügen